# 瑪德琳·伯諾
瑪德琳·伯諾（英語：Madelynn Bernau，1998年1月6日—），美國射擊運動員，她代表美國隊參加了日本舉行的2020年夏季奧林匹克運動會，並且在混合團體不定向飛靶比賽上獲得銅牌。